# Aero A-304
De Aero A-304 (ook wel bekend als A.304) is Tsjechoslowaakse laagdekker-bommenwerper gebouwd door Aero. De eerste vlucht vond plaats in het jaar 1937. Het originele ontwerp was de A-204, een passagiersvliegtuig van Aero waarvoor men geen kopers kon vinden. Deze militaire versie, de A-304, werd wel met succes verkocht aan de Tsjechoslowaakse luchtmacht. Ook werd het toestel geëxporteerd naar Bulgarije.

## Specificaties
- Bemanning: 3
- Lengte: 13,21 m
- Spanwijdte: 19,20 m
- Hoogte: 3,40 m
- Vleugeloppervlak: 45,3 m2
- Leeggewicht: 3 006 kg
- Volgewicht: 4 364 kg
- Max. opstijggewicht: 4 670 kg

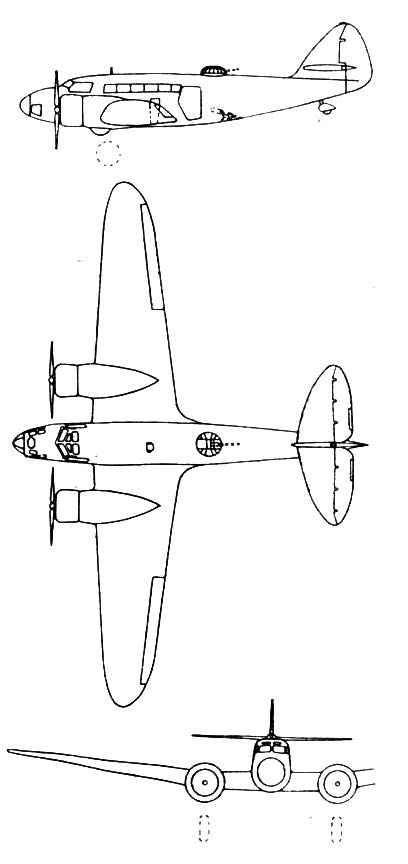
Aero A-304

- Motoren: 2× Walter Super Castor I MR 9-cilinder luchtgekoelde stermotor, 343 kW (460 pk) elk
- Maximumsnelheid: 322 km/h
- Kruissnelheid: 290 km/h
- Bereik: 1 199 km
- Plafond: 5 800 m
- Klimsnelheid: 405 m/min
- Bewapening:
  - 1× vooruit vurende 7,92 mm ZB-30 machinegeweer
  - 1× 7,92 mm vz30 machinegeweer in een koepel boven op de romp
  - 1× 7,92 mm vz30 machinegeweer onder romp in achteruit vurende positie
  - Tot 300 kg aan bommen

## Gebruikers
- Tsjechoslowakije
- Bulgarije
- Nazi-Duitsland (oorlogsbuit op Tsjechoslowakije)